# Avenida General Paz

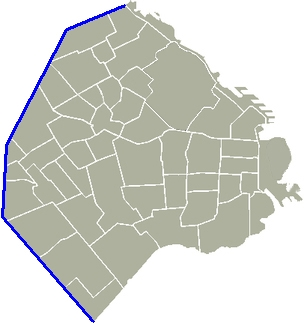

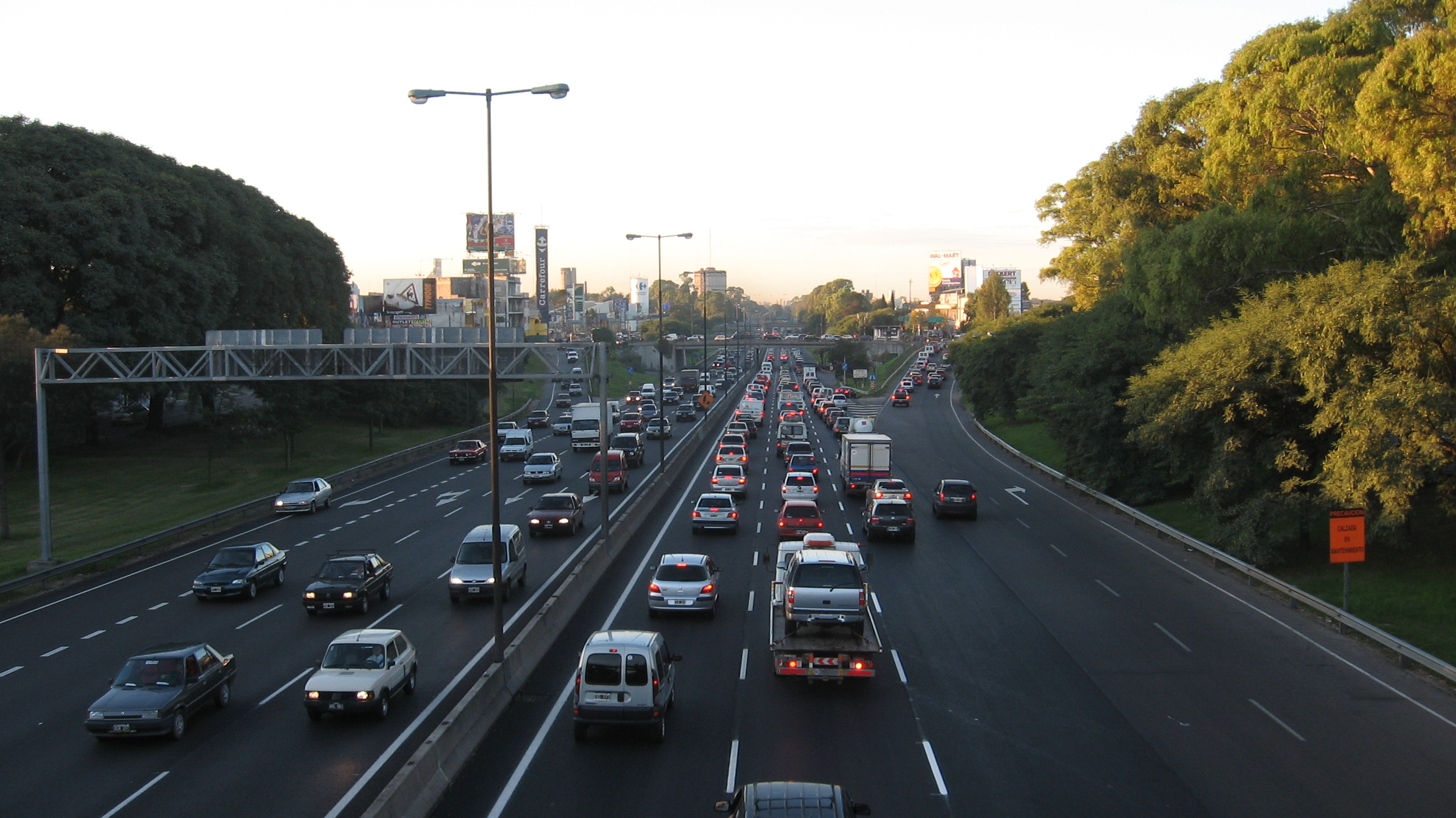
L'Avenida General Paz au niveau de son carrefour avec l'Avenida San Martín

Pour les articles homonymes, voir Paz.
L'Avenida General Paz est une autoroute de 24,3 km de long située dans la ville de Buenos Aires, capitale de l'Argentine. Son parcours débute à l'Avenida Lugones aux environs du Río de la Plata et se termine au Pont de la Noria sur le río Riachuelo. Il se déroule ainsi totalement à la limite entre la ville de Buenos Aires proprement dite constituant le District Fédéral, et la province de Buenos Aires. L'avenue continue vers le sud-est, au-delà du pont de La Noria, sous le nom populaire de Camino Negro, qui est une autre autoroute. 
L'Avenida General Paz est surtout utilisée comme voie d'accès à la ville de Buenos Aires par les habitants de la zone nord et ouest du Grand Buenos Aires, et par les véhicules en provenance du nord et de l'ouest du pays.

C'est au niveau de cette avenue que débouche l'importante route nationale 9, l'une des plus importantes d'Argentine, qui unit les trois villes les plus peuplées du pays : Buenos Aires, Rosario et Córdoba, et qui se termine à la frontière de la Bolivie.

## Quartiers de Buenos Aires
Les quartiers de Buenos Aires longés par l'Avenida General Paz sont :
- Núñez
- Saavedra
- Villa Urquiza
- Villa Pueyrredón
- Villa Devoto
- Villa Real
- Versalles
- Liniers
- Mataderos
- Villa Lugano
- Villa Riachuelo